# 费迪南德岛
费迪南德岛（西西里语：Ìsula Firdinandèa）是一个由海底火山恩培多克勒火山喷发形成的一座岛屿，位于西西里岛南部约30公里（19海里）。在历史上，火山喷发多次让其现出水面，但由于侵蚀作用再度沉入水中，目前它成为一座海底山。它最后一次现出水面是在1831年，在当时有四个国家争夺这座岛的主权，然而在1832年，主权问题还没解决时，费迪南德岛又沉入海底。在此期间，法国地质学家康斯坦特·普雷沃斯特于1831年7月观测到了这座岛屿并将其命名为“尤利亚岛”。之后他在法国地质学会通报上发表了这一发现。当时，许多地质学家担心会有一系列的山脉从海底出现，将西西里岛与突尼斯连接起来，从而对当地的地缘政治造成影响。2000年与2002年，此处显示出火山活动的迹象，预示此岛很可能再次浮出水面，但在2006年，该岛仍然在海平面以下6米。 

## 早期历史
费迪南德岛位于地中海西西里岛与突尼斯之间的一个火山地带。此处有许多海底火山，并且形成了许多火山岛，如潘泰莱里亚岛。费迪南德岛的火山活动最早于第一次布匿战争时被发现，之后此岛出现又消失了4~5次。17世纪后多次观测到此处的火山喷发。

## 1831年的火山喷发
费迪南德岛最近一次浮出水面是在1831年7月。最初的火山喷发迹象是由附近小镇夏卡观测到的从6月28日到7月10日的一段地震活动。7月4日，小镇中弥漫着一股硫磺的气息，甚至可以让银器变黑。 7月13日小镇居民可以清楚地看到一缕浓烟，起初他们认为是轮船着火。当天，双桅横帆船古斯塔沃号经过此区域，观测到海底中泛起气泡，并让船长认为是海怪出没。同时有另一艘船报告了海中漂浮的大量死鱼。到7月17日，一个成型的小岛形成。
1831年的火山喷发让费迪南德岛的周长增大到约4公里（约合2.5英里）。然而，由于它是由火山喷发碎屑构成的，所以它极易被海水侵蚀，并于1832年1月再度被水淹没。该岛最大时（1831年7~8月时），它的周长达4800米，最高海拔63米，在其中有两个湖，最大的一个周长20米，深2米。

## 争议

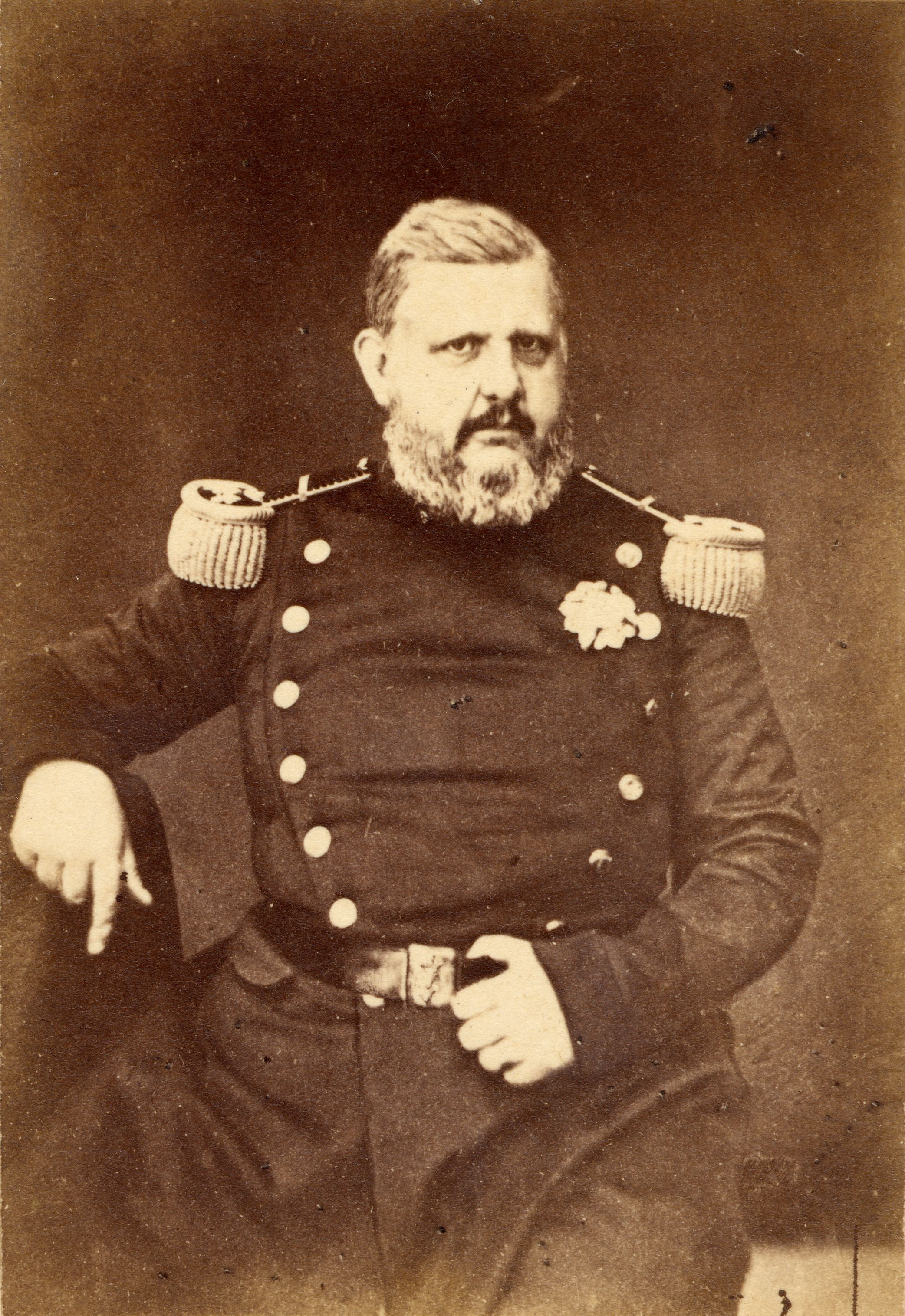
费迪南多二世，该岛以他命名，约摄于1850年。

费迪南德岛的主权被4个国家争夺，最早宣示主权的是英国，并将其命名为格拉汉姆岛。两西西里王国的费迪南多二世随后派遣船只到该岛附近，宣示其主权。法国海军亦到达该岛附近并将其命名为尤利亚岛。西班牙也对其宣示了领土主权。 该岛靠近意大利和西班牙，有较强的战略意义，且每个国家都希望通过对该岛的控制来保证其地中海航线。

### 初始冲突
1831年费迪南德岛浮出海面之后，尽管只有几块石头，但英国海军认为此处是控制地中海航线的关键地区，因为它比马耳他更靠近欧洲大陆。 英国舰队立刻登陆了这座岛屿，以时任第一海軍大臣詹姆斯·格拉汉姆爵士将其命名为格拉汉姆岛，并在岛上插上了英国国旗。
然而两西西里王国国王亦认识到了此岛的重要性，并向此岛屿派遣了护卫舰埃特纳号。法国地质学会的创始人之一普雷沃斯特将此座岛命名为尤利亚(Julia)岛，因为他是在7月(July)观测到这座岛的。一场外交纠纷就此展开。

### 后继冲突
4国对于这座岛的主权问题争议了5个月之久。在此期间，费迪南德岛再一次沉入水中，结束了这一场主权纠纷。

## 最近事件

西西里旗帜三曲腿图，被插在了海中的费迪南德岛上

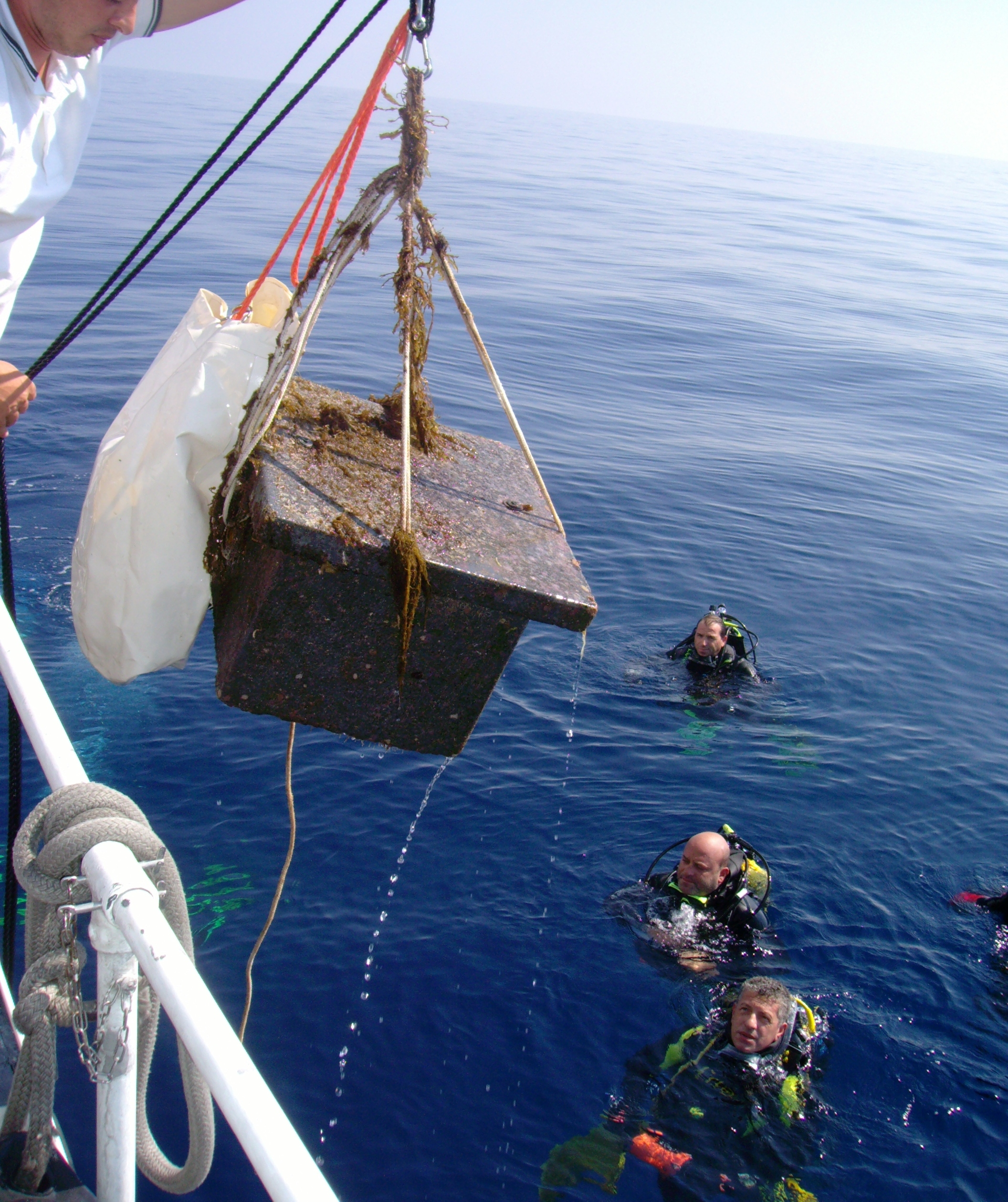
一个于2006年放置在海底岛屿上的地震仪于2007年回收。

1863年之后，恩培多克勒火山长期处于休眠状态，费迪南德岛的最高处离海平面只有8米。因此，在1986年美国空袭利比亚的过程中，美国空军误认为费迪南德岛为利比亚方潜水艇并向其投掷了深水炸弹。
2000年，在该岛附近的地震活动变得频繁，让火山学家推测此处有可能火山爆发并使此岛重新露出水面。 为了防止于1831年类似的领土纠纷，意大利潜水员提前潜入水中在岛上插上了意大利国旗。目前，此岛的战略意义已经没有原来那么强，因此其不太可能引起领土主权纠纷，如果该岛再度浮出水面，它的主权将很有可能归属意大利。

## 意义

### 科学研究

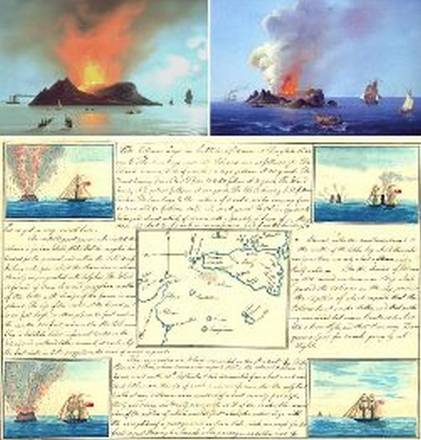
普雷沃斯特发表的关于尤利亚岛的文章中的一页，插图是由一位法国艺术家绘制的。

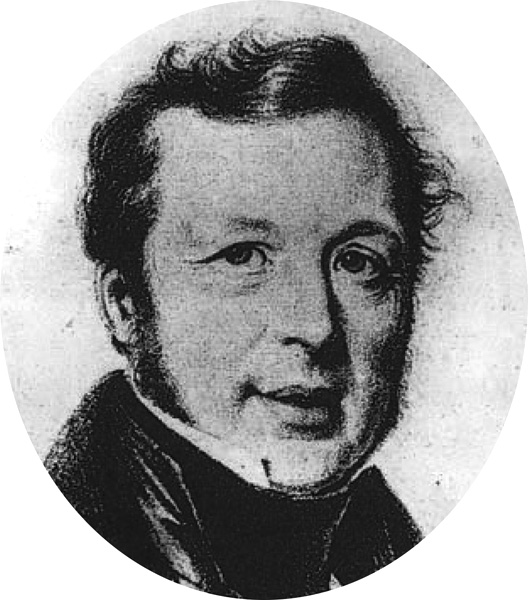
法国地质学家康斯坦特·普雷沃斯特

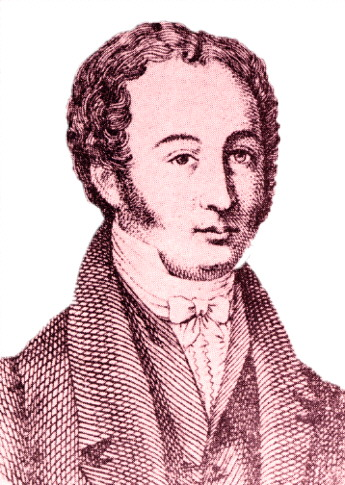
意大利地质学家卡洛·格美拉洛

突发的地质学事件被许多科学家观测和研究，其中包括德国科学家霍夫曼、舒尔茨和菲利皮，英国科学家沃灵顿·威尔金森·史密斯和爱德华·戴维，法国科学家康斯坦特·普雷沃斯特，意大利科学家卡洛·格美拉洛和多梅尼克·西纳。
2006年，对费迪南德岛更深入的研究发现其只是恩培多克勒火山中的一个部分。

### 海洋上的意义
费迪南德岛仍然被标记在海图上。其最高处离海平面只有6米，远小于大部分船只的吃水深度。 它还是许多海洋生物栖身的地方。

### 在大众文化中
在这座岛浮在水面上时，沃尔特·司各特曾到访过这里。这座岛还为詹姆斯·菲尼莫尔·库珀的《火山口，或火神的山顶》、大仲马的《斯佩罗纳拉号》以及儒勒·凡尔纳的《昂蒂费尔师傅历险记》和《大臣号遇难者》提供了灵感。这座岛还是泰瑞·普莱契的小说《金革》中勒西普岛的原型。